# Czubutizaur
Czubutizaur (Chubutisaurus insignis) – zauropod z kladu Titanosauriformes żyjący w okresie wczesnej kredy (ok. 105-100 mln lat temu) na terenach Ameryki Południowej. Długość ciała ok. 23 m. Jego szczątki znaleziono w Argentynie (prowincja Chubut). Upchurch, Barrett i Dodson (2004) uznali, że najprawdopodobniej był on bazalnym przedstawicielem kladu Titanosauria nie należącym do grupy Lithostrotia - przy czym autorzy ci definiowali Titanosauria jako klad obejmujący wszystkich przedstawicieli Titanosauriformes bliżej spokrewnionych z saltazaurem niż z brachiozaurem; inni autorzy na określenie tego kladu używają nazwy Somphospondyli, zaś nazwy Titanosauria używają na określenie węższego kladu w obrębie Somphospondyli (np. kladu obejmującego przedstawicieli Titanosauriformes bliżej spokrewnionych z saltazaurem niż z brachiozaurem lub z euhelopem lub kladu obejmującego gatunki Andesaurus delgadoi i Saltasaurus loricatus, ich ostatniego wspólnego przodka oraz wszystkich jego potomków). Z większości późniejszych analiz kladystycznych wynika, że Chubutisaurus był przedstawicielem kladu Somphospondyli nie należącym do Titanosauria; natomiast z analizy Carballido i współpracowników (2011) wynika, że Chubutisaurus był bardziej bazalnym przedstawicielem kladu Camarasauromorpha, nie należącym do grupy Titanosauriformes. Według tej analizy taksonem siostrzanym do rodzaju Chubutisaurus był australijski Wintonotitan, a oba te rodzaje tworzyły klad siostrzany do kladu Titanosauriformes.